# Backlash 2000
Backlash 2000 was een professioneel-worstel-pay-per-viewevenement dat geproduceerd werd door World Wrestling Federation (WWF). Dit evenement was de tweede editie van Backlash en vond plaats in het MCI Center in Washington D.C. op 30 april 2000.
De hoofd wedstrijd was een één-op-één match tussen de kampioen Triple H en The Rock voor het WWF Championship. The Rock won de match en werd de nieuwe WWF Champion.

## Wedstrijden
| Nr.                                                                          | Match | Winnaar(s)                       |
| ---------------------------------------------------------------------------- | --- | -------------------------------- |
| 1                                                                            | Edge en Christian (c) vs. D-Generation X in een tag team match voor het WWF Tag Team Championship                                                         | Edge en Christian (c)            |
| 2                                                                            | Dean Malenko (c) vs. Scotty 2 Hotty in een één-op-één match voor het WWF Light Heavyweight Championship                                                   | Dean Malenko (c)                 |
| 3                                                                            | The Acolytes vs. The Big Boss Man & Bull Buchanan in een tag team match                                                                                   | The Big Boss Man & Bull Buchanan |
| 4                                                                            | Crash Holly (c) vs. Matt Hardy vs. Jeff Hardy vs. Hardcore Holly vs. Perry Saturn vs. Tazz in een 6-man Hardcore match voor het WWF Hardcore Championship | Crash Holly (c)                  |
| 5                                                                            | Kurt Angle vs. Big Show in een één-op-één match | Big Show                         |
| 6                                                                            | T & A (met Trish Stratus) vs. Dudley Boyz in een tag team match                                                                                           | T & A                            |
| 7                                                                            | Eddie Guerrero (c) (met Chyna) vs. Essa Rios (met Lita) in een één-op-één match voor het WWF Intercontinental Championship                                | Eddie Guerrero (c)               |
| 8                                                                            | Triple H (c) vs. The Rock in een één-op-één match voor het WWF Championship met Shane McMahon (als speciale gast scheidsrechter)                          | The Rock (nc)                    |
| (c) huidige kampioen voor en na de match \| (nc) nieuwe kampioen na de match | |                                  |